# Sydgeorgiens museum
Sydgeorgiens museum (engelska: South Georgia Museum) är ett museum i den tidigare valfångststationen i Grytviken på ön Sydgeorgien i Sydatlanten.
Museet grundades 1992 som ett valfångstmuseum och är inhyst i den tidigare föreståndarens bostad från  1916. Huset användes av föreståndaren och hans familj tills valfångststationen lades ned 1964.

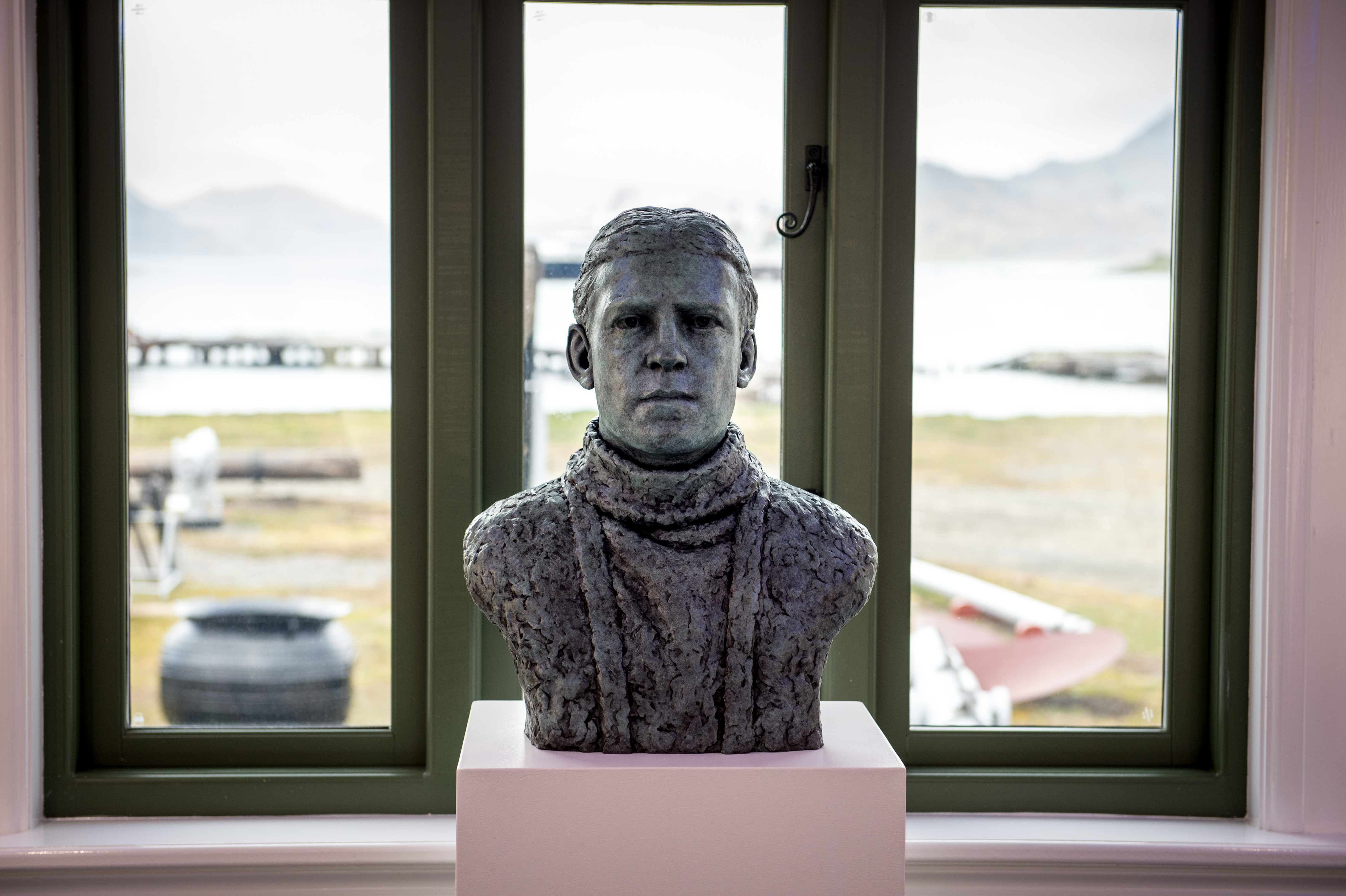
Byst av Ernest Shackleton på museet.

Museet har senare utvidgats med utställningar om upptäckten av Sydgeorgien, säljakt, Falklandskriget, Ernest Shackleton och naturhistoria. Whalers Church ingår i museet. 
Museet drivs av South Georgia Heritage Trust och hålls öppet sommartid med personal som flygs in från Storbritannien.